# Herb gminy Łubianka
Herb gminy Łubianka – symbol gminy Łubianka, autorstwa Jarosława Wenty, ustanowiony 27 października 2006.

## Wygląd i symbolika
Herb przedstawia na tarczy w polu czerwonym złotą koronę królewską, z której wyrasta biała głowa orła ze złotym dziobem i złotym językiem (uszczerbiony herb ziemi chełmińskiej). Pod nią znajdują się trzy złote krzyże kawalerskie w układzie w trójkąt (dwa krzyże ułożone w pas z lewej i prawej strony, trzeci - centralnie poniżej). Głowa orła skierowana jest w prawo. Korona i orzeł nawiązują do herbu powiatu toruńskiego, a krzyże do trzech kościołów parafialnych na terenie gminy.